# Давыдов, Анатолий Васильевич
Анатолий Васильевич Давыдов (род. 1934) — учёный-химик, лауреат премии имени В. Г. Хлопина (1974).

## Биография
Родился в 1934 году в Москве.
В 1957 году — окончил химический факультет МГУ, специальность «химия». По распределению был направлен на работу в Институт геохимии и аналитической химии им. В. И. Вернадского АН СССР в лабораторию радиохимии.
В 1964 году — защитил кандидатскую диссертацию.
С 1984 по 1997 годы — возглавлял лабораторию физико-химического анализа.
В ГЕОХИ РАН работал до 2004 года.
Проводил многолетние исследования, посвященные синтезу, изучению свойств и разделению в газовой фазе летучих соединений актинидов и других соединений.
Автор около 150 публикаций (среди них 1 монография, 8 авторских свидетельств).

## Награды
Премия имени В. Г. Хлопина (за 1974 год, совместно с Б. Ф. Мясоедовым, Е. С. Пальшиным) — за серию работ по аналитической химии протактиния